# Seznam současných královen
Toto je neúplný seznam současných královen. Jsou v něm uvedeny samostatně panující (vládnoucí) královny (resp. kněžny) a manželky panovníků.

## Tituly
Vládnoucí královna je panovnicí v zemi, častěji však je královna manželkou panovníka a první dámou království. Náleží jí titul „Její Veličenstvo“.
Pokud královna přežije krále, říká se jí královna vdova a v některých zemích si zachovává oslovení veličenstvo. V jiných královských rodech (např. v nizozemském královském domě) královna ztrácí titul královny, když abdikuje a nese titul „princezna“, ale po smrti znovu získá titul královny.

## Seznam současných královen
Manželka marockého krále má titul princezny, nikoli královny.
| Obrázek | jméno                              | stát, země                            | typ                                                                                  | královnou od roku | manžel                         | Noter                                                                                 |
| --- | ---------------------------------- | ------------------------------------- | ------------------------------------------------------------------------------------ | ----------------- | ------------------------------ | ------------------------------------------------------------------------------------- |
| | Azizah Aminah Maimunah Iskandariah | Malajsie                              | manželka                                                                             | 2019              | Abduláh Pahangský              |                                                                                       |
| | Best Kemigisa                      | Tóro                                  | královna matka, královna vdova                                                       | 1993              | Olimi III.                     | V roce 1987 se provdala za Olimiho III., království však bylo obnoveno až v roce 1993 |
| | Džetsun Pema                       | Bhútán                                | manželka                                                                             | 2011              | Džigme Khesar Namgjel Wangčhug |                                                                                       |
| | Kesang Čoden                       | Bhútán                                | královna vdova, královna matka, královna babička                                     | 1972              | Džigme Dordže Wangčhug         | Od roku 1952 manželka, jediná královna babička na světě                               |
| | Letizia Španělská                  | Španělsko                             | manželka                                                                             | 2014              | Filip VI.                      |                                                                                       |
| | Margaret Adjeri Karunga            | Buňoro-Kitara                         | manželka                                                                             | 2002              | Iguru I.                       |                                                                                       |
| | Markéta II.                        | Dánsko                                | bývalá, panující v letech 1972–2024, po své abdikaci jí nadále náleží titul královna | 1972              | princ Henrik                   |                                                                                       |
| | Mary Dánská                        | Dánsko                                | manželka                                                                             | 2024              | Frederik X.                    |                                                                                       |
| | Masenate Mohato Seeiso             | Lesotho                               | manželka                                                                             | 2000              | Letsie III.                    |                                                                                       |
| | Mathilde Belgická                  | Belgie                                | manželka                                                                             | 2013              | Filip                          |                                                                                       |
| | Máxima Nizozemská                  | Nizozemsko                            | manželka                                                                             | 2013              | Vilém-Alexandr                 |                                                                                       |
| | Nanasipauʻu Tukuʻaho               | Tonga                                 | manželka                                                                             | 2012              | Tupou VI.                      |                                                                                       |
| | Núr Jordánská                      | Jordánsko                             | královna vdova                                                                       | 1999              | Husejn I.                      | Od roku 1978 manželka                                                                 |
| | Norodom Monineath                  | Kambodža                              | královna vdova, královna matka                                                       | 1952              | Norodom Sihanuk                |                                                                                       |
| Soubor:Ntombi_Tfwala_20160607.jpg                                                                           | Ntfombi Svazijská                  | Svazijsko                             | panující královna, královna vdova, královna matka                                    | 1986              | Sobhuza II.                    | Od roku 1983 byla regentkou za svého syna                                             |
| Soubor:Queen_Paola_with_the_President_and_the_Prime_Minister_of_India,_and_the_King_Albert_II_(cropped).jpg | Paola Belgická                     | Belgie                                | královna matka                                                                       | 1993              | Albert II.                     |                                                                                       |
| Soubor:Queen_Rania_of_Jordan_at_Le_Web_09_(4174494458).jpg                                                  | Rania Jordánská                    | Jordánsko                             | manželka                                                                             | 1999              | Abdulláh II.                   |                                                                                       |
| Soubor:S%C3%ADlvia_da_Su%C3%A9cia_(meio_corpo).jpg                                                          | Silvia Švédská                     | Švédsko                               | manželka                                                                             | 1976              | Karel XVI. Gustav              |                                                                                       |
| Soubor:Queen_Sirikit_In_Russia_2007.jpg                                                                     | Sirikit                            | Thajsko                               | královna vdova, královna matka                                                       | 1950              | Pchúmipchon Adunjadét          |                                                                                       |
| | Sofie Španělská a Řecká            | Španělsko                             | královna matka                                                                       | 1975              | Jan Karel I.                   |                                                                                       |
| | Camilla Britská                    | Spojené království+Commonwealth realm | manželka                                                                             | 2023              | Karel III. Britský             |                                                                                       |
| Soubor:Sonja_of_Norway-Agencia_Brasil.jpg                                                                   | Sonja Norská                       | Norsko                                | manželka                                                                             | 1991              | Harald V.                      |                                                                                       |
| Soubor:Queen_Suthida,_Royal_ploughing_ceremony_2019.jpg                                                     | Suthida Thajská                    | Thajsko                               | manželka                                                                             | 2019              | Vajiralongkorn                 |                                                                                       |
| | Sylvie Bugandská                   | Buganda                               | manželka                                                                             | 1999              | Muwenda Mutebi II.             |                                                                                       |
| | Cchering Jangdön                   | Bhútán                                | královna matka                                                                       | 1979              | Jigme Singye Wangchuck         | Veřejný svatební obřad se konal v roce 1988, devět let po soukromém sňatku (1979)     |

## Bývalé královny
Řada monarchií byla v průběhu let zrušena a královny těchto monarchií jsou nyní bývalými královnami. Dalším typem bývalé královny je situace, kdy se vládnoucí královna vzdává trůnu a po abdikaci je jí udělen titul princezny.
V Malajsii je královské období vlády maximálně 5 let, poté jej vystřídá další regent v řadě. Jejich manželky jsou tedy také pouze královnami po dobu 5 let a poté se stávají bývalými královnami.
| Obrázek | název                                    | Země       | Typ                                    | Královna strana | Manžel                           | Poznámky                                                               |
| --- | ---------------------------------------- | ---------- | -------------------------------------- | --------------- | -------------------------------- | ---------------------------------------------------------------------- |
| | Anna Marie Řecká a Dánská                | Řecko      | bývalá královna, vdova královna        | 1964            | Konstantin II. Řecký             | Monarchie zrušena v roce 1974                                          |
| | Bainun binti Mohd Ali                    | Malajsie   | bývalá královna                        | 1989            | Azlan Šáh z Peraku               | Úřad jejího manžela jako krále Malajsie skončil v roce 1994            |
| Soubor:Prinses_Beatrix.jpg | Beatrix Nizozemská                       | Nizozemsko | bývalá vládnoucí, abdikovavší královna | 1980            | Claus van Amsberg                | V roce 2013 abdikovala jako vládnoucí královna, poté princezna         |
| | Fauzia binti Almarhum Tengku Abdul Rašid | Malajsie   | bývalá královna                        | 2001            | Sajed Sirajuddin z Perlisu       | Úřad jejího manžela jako krále Malajsie skončil v roce 2006            |
| Soubor:20130306SultanahHaminah.jpg | Hamina Hamidun                           | Malajsie   | bývalá královna                        | 2011            | Abdul Halim z Kedy               | Úřad jejího manžela jako krále Malajsie skončil v roce 2016            |
| Soubor:Detail,_Hope_Cooke,_Queen_of_Sikkim_(LOC_ppmsca.30180)_(cropped).jpg                                                                | Hope Cooke                               | Sikkim     | bývalá královna                        | 1965            | Palden Thondup Namgyal Sikkimský | Monarchie zrušena v roce 1975                                          |
| Soubor:NMC_2000.jpg | Komal Nepálská                           | Nepál      | bývalá královna                        | 2001            | Gjánéndra Bir Bikram             | Monarchie zrušena v roce 2008                                          |
| Soubor:Tuanku_Najihah_binti_Tunku_Besar_Burhanuddin,_Tunku_Ampuan_Besar_of_Negeri_Sembilan._The_Tuanku_Ja'afar_Royal_Gallery,_Seremban.jpg | Nadžíha binti Tunku Besar Burhanudín     | Malajsie   | bývalá královna                        | 1994            | Dža'afar z Negeri Sembilan       | Úřad jejího manžela jako krále Malajsie skončil v roce 1999            |
| Soubor:Her_Majesty_Sultanah_Terengganu_Tuanku_Nur_Zahirah.jpg                                                                              | Núr Zahira                               | Malajsie   | bývalá královna                        | 2006            | Mizan Zainal Abidin              | Funkční období jejího manžela jako krále Malajsie skončilo v roce 2011 |
| | Siti Aiša Abdul Rahman                   | Malajsie   | bývalá královna, vdova královna        | 1999            | Salahuddin ze Selangoru          | Její manžel zemřel ve funkci v roce 2001                               |
| Soubor:Queen_Ratna_of_Nepal_1967.jpg | Ratna Nepálská                           | Nepál      | Vdova královna, bývalá královna        | 1955            | Mahendra Nepálský                | Monarchie zrušena v roce 2008                                          |